# Chorinaeus spiracularis
Chorinaeus spiracularis är en stekelart som beskrevs av Valentina I. Tolkanitz 1995. Chorinaeus spiracularis ingår i släktet Chorinaeus och familjen brokparasitsteklar. Inga underarter finns listade i Catalogue of Life.